# David Brown Ltd.

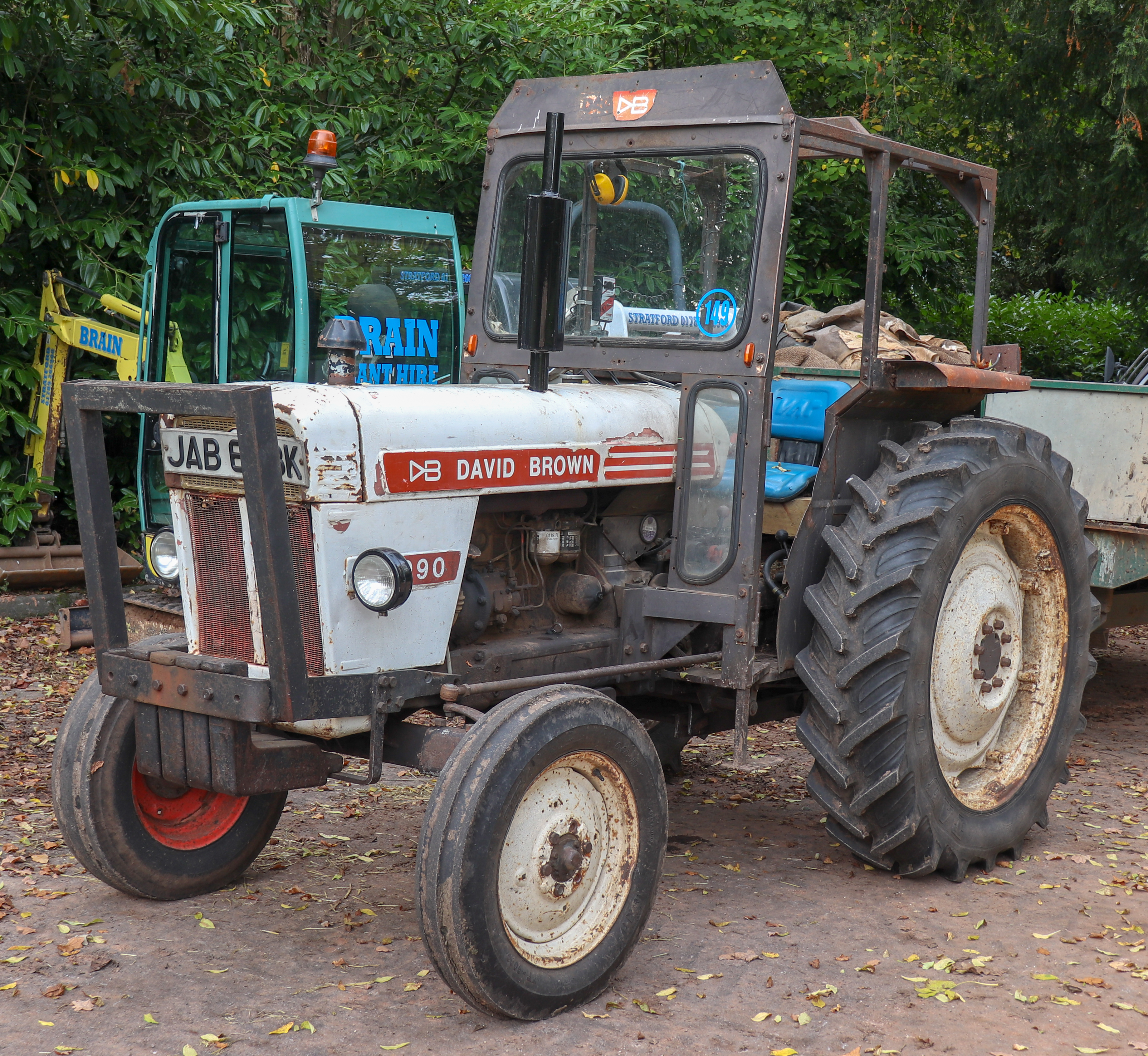
Traktor från David Brown.

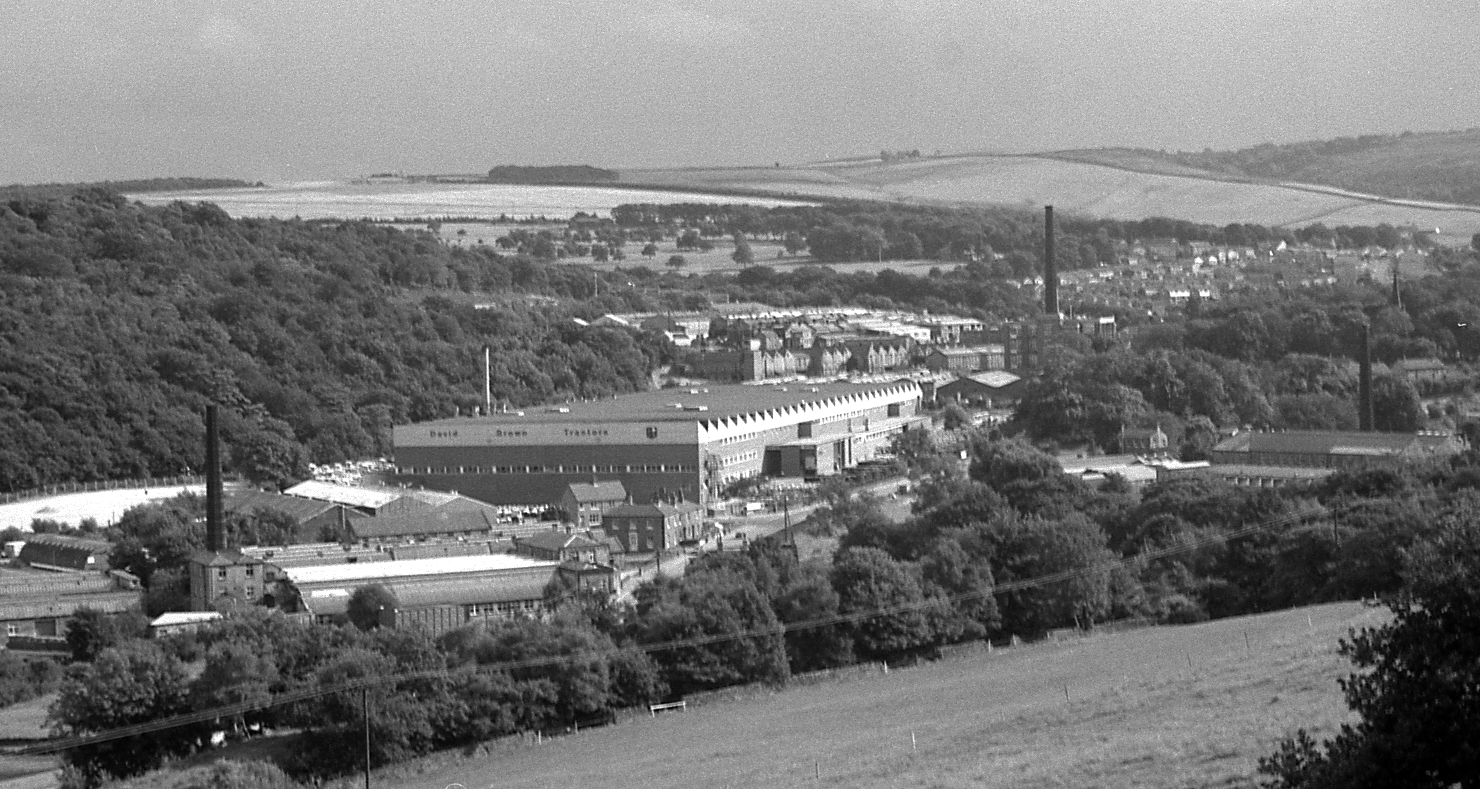
David Browns traktorfabrik i Meltham Mills 1981

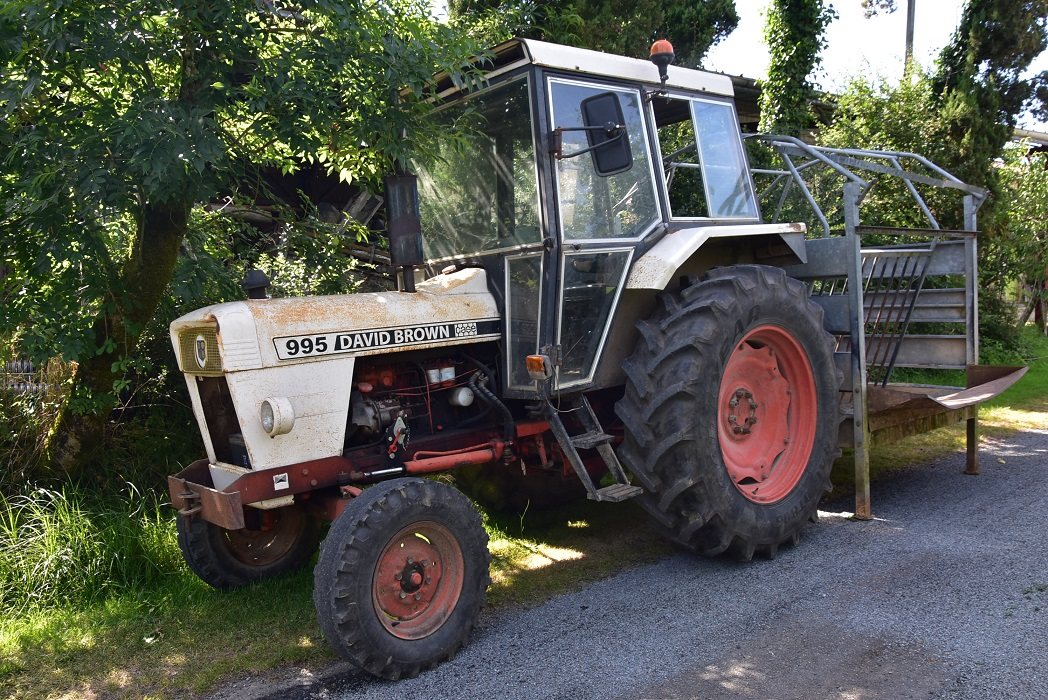
DB 995-Case, Frankrike.

David Brown Limited är ett brittiskt verkstadsföretag och tidigare traktortillverkare. 
Företaget grundades i Huddersfield 1860 av David Brown och togs 1903 över av sönerna Frank och Percy. När Percy avled 1931 blev Frank ordförande och hans son David Brown VD. Den första traktorn visades 1939. 
1946 tog företaget och dess ägare över Aston Martin och 1947 tog man även över Lagonda. 1972 såldes Aston Martin och Lagonda, David Brown Tractors blev en av Tenneco, Inc. och en del av Case. 1983 försvann David Brown som traktormärke. Case är numera ett varumärke inom CNH Industrial.